# Charles Seymour, 6. vévoda ze Somersetu
Charles Seymour, 6. vévoda ze Somersetu (Charles Seymour, 6th Duke of Somerset, 6th Earl of Hertford, 6th Baron Beauchamp of Hache, 4th Baron Seymour of Troubridge) (13. srpna 1662 – 2. prosince 1748, Petworth House, Anglie) byl anglický dvořan a politik ze šlechtického rodu Seymourů. V šestnácti letech zdědil titul vévody ze Somersetu a již za vlády Stuartovců zastával vysoké posty u dvora. Později podpořil Slavnou revoluci a v letech 1702-1716 byl nejvyšším štolbou Anglie. Byl rytířem Podvazkového řádu a inicioval přestavbu zámku Petworth House.

## Kariéra
Pocházel z vedlejší linie původních vévodů ze Somersetu, byl synem royalisty 2. barona Troubridge. Titul vévody zdědil v roce 1678 po starším bratru Francisovi, který byl zavražděn v Itálii. Mezitím studoval v Harrow a Cambridge. V roce 1682 významně zbohatl sňatkem s Elizabeth Percy (1663-1722), dcerou 11. hraběte z Northumberlandu (získal tím mimo jiné sídla Alnwick Castle, Petworth, Syon House nebo palác Northumberland House v Londýně). Ještě za vlády Stuartovců zastával i řadu funkcí, byl místodržitelem v hrabstvích York (1682-1687) a Somerset (1683-1687). Zároveň získal posty u dvora, v armádě dosáhl hodnosti plukovníka a od roku 1685 byl lordem komořím Jakuba II. V roce 1684 obdržel Podvazkový řád.
Ještě na konci vlády Jakuba II. se odklonil od stuartovské politiky a v roce 1687 byl zbaven některých úřadů. Poté podpořil Slavnou revoluci a nástup Viléma Oranžského, následně se připojil ke dvoru princezny Anny. V letech 1689-1748 byl kancléřem univerzity v Cambridge. V roce 1702 byl krátce prezidentem Tajné rady (jmenován byl ještě za Viléma Oranžského), v rámci personální obměny kabinetu po nástupu královny Anny však musel tuto funkci opustit a v letech 1702-1716 byl nejvyšším štolbou království. Za vlády královny Anny byl odpůrcem vévody z Marlborough, v roce 1706 byl členem komise pro sloučení Anglie a Skotska. Po nástupu Jiřího I. byl jeho vliv již minimální a v roce 1716 byl odvolán z funkce nejvyššího štolby.
Vzhledem k tomu, že pocházel z nepříliš bohaté vedlejší linie Seymourů, ale pak díky dědictví a sňatku zaujal přední pozici mezi anglickou šlechtou, proslul svým okázalým vystupováním, jímž dával najevo své postavení. Získal přezdívku Proud Duke a již za života se jeho záliba v pompéznosti stala předmětem anekdot. Kvůli svému arogantnímu chování a zpronevěře státních peněz však ve společnosti nebyl příliš oblíben.

## Rodina

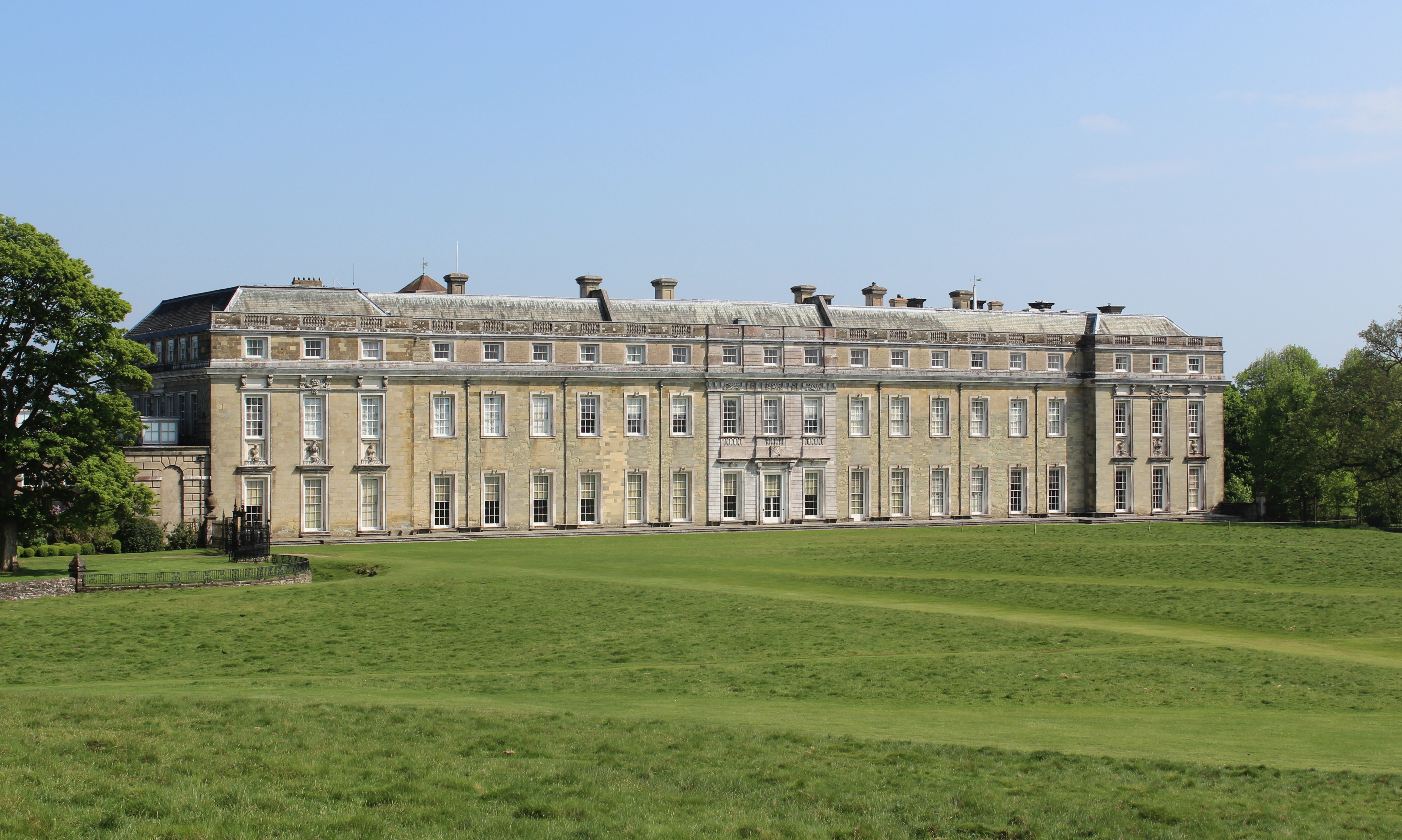
Zámek Petworth House

Po smrti první manželky Elizabeth Percy (1663-1722) se v roce 1725 podruhé oženil s Charlotte Finch (1696-1773), dcerou 2. hraběte z Nottinghamu. Z obou manželství měl celkem deset dětí, mezi nejstarším synem a nejmladší dcerou byl věkový rozdíl 47 let.
- Charles Seymour, hrabě z Hertfordu (1682-1683)

- Algernon Seymour, 7. vévoda ze Somersetu (1684-1750), politik, generál, dvořan

- Elizabeth Seymour (1685-1734), manžel Henry Obrien, 7. hrabě z Thomondu (1688-1741), politik

- Percy Seymour (1686-1721), člen Dolní sněmovny

- Catherine Seymour, manžel Sir William Wyndham (1687-1740), ministr války a financí

- Charles Seymour (1688-1710)

- Anne Seymour (†1722), manžel Peregrine Osborne, 3. vévoda z Leedsu (1692-1731)

- Frances Seymour (†1720)

- Frances (1728-1761), manžel John Manners, markýz z Granby (1721-1770), generál

- Charlotte Seymour (1730-1805), manžel Heneage Finch, 3. hrabě z Aylesfordu (1715-1777)